# Ribordone
Ribordone (piemontesisch Ribordon, frankoprovenzalisch Riburda) ist eine Gemeinde in der italienischen Metropolitanstadt Turin (TO), Region Piemont.

## Lage und Einwohner
Ribordone liegt knapp 60 km nordwestlich von Turin im Valle Orco auf 1023 m. Der tiefste Punkt der Gemeinde liegt bei 739 m und der höchste bei 3200 m. Ribordone ist Mitglied in der Bergkommune Comunità Montana Valli Orco e Soana und  liegt im Nationalpark Gran Paradiso. Die Nachbargemeinden sind Ronco Canavese, Locana und Sparone. Das Gemeindegebiet umfasst eine Fläche von 44 km² und hat jetzt 52 Einwohner (Stand 31. Dezember 2023) verteilt auf 14 Weilern.

### Bevölkerungsentwicklung
Ribordone ist von einem sehr starken Bevölkerungsrückgang betroffen. Seit 1911 hat das Dorf einen Rückgang von 96 % zu verkraften.

## Geschichte

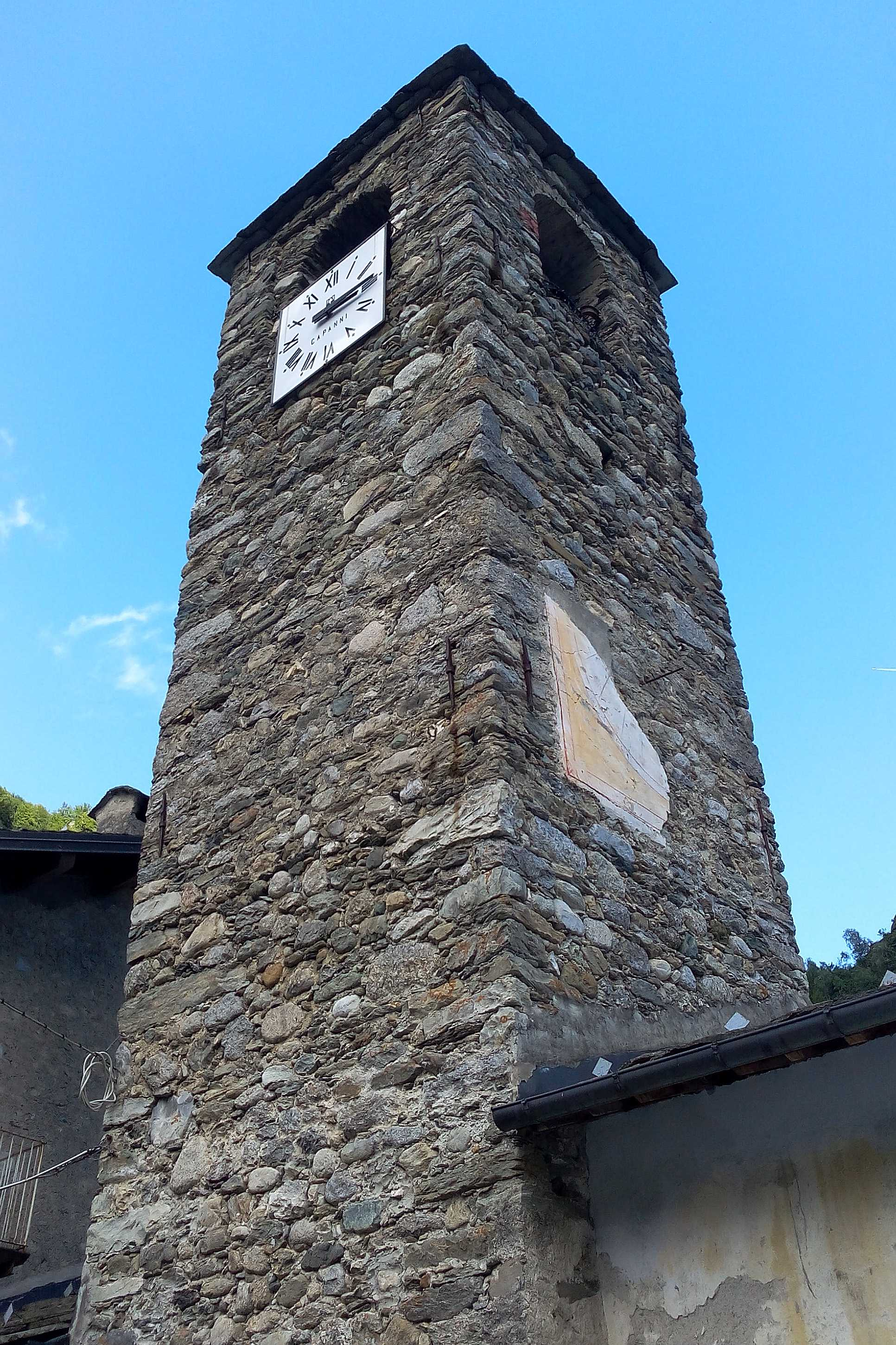
Kirchturm

In Pertia oder Pertica, einem Ortsteil von Ribordone, findet man inmitten der Vegetation die Überreste eines alten Castrums aus der Zeit von Arduino, der seit 990 Eigentümer der Mark von Ivrea war. Zuvor den Anscarici zugehörig, erstreckte sich im nördlichen Piemont von Canavese bis ins Tessin. Die auf einer kilometerhohen Klippe errichtete Festung wurde vom Novara-Juristen und Chronisten Pietro Azario als uneinnehmbar beschrieben, der sie 1363 in De Bello Canepiciano erwähnte, einem Bericht über den Bürgerkrieg in Canavese, der zwischen den rivalisierenden Familien der Grafen von Canavese tobte Canavese von 1339 bis 1362. Valperga, Anhänger der Ghibellinen-Partei und unterstützt vom Markgrafen von Monferrato, und die Grafen von San Martino, angeschlossen an die Guelfen-Fraktion und unterstützt von Acaia und Savoyen, beide Nachkommen der Linie der Grafen von Caneves oder de Canepicio entstand im 11. Jahrhundert.